# Katatím imaginatív pszichoterápia
A katatím imaginatív pszichoterápia módszerét az 1950-es években Hanscarl Leuner pszichoanalitikus terapeuta dolgozta ki és vezette be a pszichoterápiák sorába tudományosan megalapozott módszerként, melyet katatím képélménynek nevezett. Ennél a módszernél az imagináció és az imaginációban folyó pszichoterápiás munka az alapvető és központi történés. A módszert az egész terápia alatt szisztematikusan, célzottan alkalmazzák. Az imaginációkkal való munka a terápiás összetörténésbe ágyazódik be.  A kezelési technikát kezdetben szimboldrámának, majd katatím képélmény pszichoterápiának nevezték; ma mindkét elnevezés használatos.
A módosult tudatállapotban végezhető katatím imaginatív terápia hatékony eszköz a terápiában. Jól tervezhető, könnyen tanulható terápiás módszer, melynek eredményességét klinikai vizsgálatok is igazolják.